# フランキー・ヘイダック
フランク・ダニエル "フランキー"・ヘイダック（Frank Daniel "Frankie" Hejduk, 1974年8月5日 - ）は、アメリカ合衆国カリフォルニア州ラ・メサ出身の元サッカー選手、元アメリカ代表。現役時代のポジションはウイングバック及びミッドフィルダー。ヘイデュクと表記されるが、ヘイダック（HAY-duck）と発音する。
現役引退後は、長年過ごしたコロンバス・クルーのフロント入りをし、ブランド大使を務めている。

## クラブ経歴

### 学生時代
サン・ディエギート高校時代は、ポール・カリジューリ（en）、マルセロ・バルボア、エリック・ウィナルダら著名なプロ選手を輩出した強豪ラホヤ・ノーマッズ（La Jolla Nomads）でプレーし、1989年から1991年にかけてカリフォルニア州ユース選手権3連覇に貢献した。また、ヘイダックはサッカーと並んでサーフィンの方でも1988年に中学校の全国大会で優勝するなどで名を馳せ、続く高校でも活躍しており、プロツアーに参加するのに充分な程の才能を見せていたが、UCLAから奨学金を提供されてサッカー一本に絞ることとなる。なお、高校時代のクラスメイトには親友にしてプロサーファーのロブ・マチャドがいた。
UCLAでは、ディフェンダーとして1992年から1994年の3シーズンを過ごしており、3年生時の1994年シーズンには、ディフェンダーながら6得点を挙げる高得点力を見せつけ、オール・ファーウェスト1軍と全米大学体育協会のオール・アメリカン2軍に選出された。

### タンパベイ・ミューティニー
1996年2月の就任ドラフトで7巡目全体の67番目にタンパベイ・ミューティニーから指名され、3シーズン在籍することとなる。最初の1年目は、アトランタオリンピックのアメリカ代表としてプレーするために僅か9試合に制限される中、終盤の8月のダラス・バーン戦（1-2）で敗北こそしたものの印象的なプロ初出場を飾ると、9月5日のNY/NJメトロスターズ戦（2-0）でプロ初得点及び初アシストする活躍を見せた。1997年シーズンにはチームの主力として23試合1得点6アシストを記録し、続く1998年シーズンは、1998 FIFAワールドカップを含めた代表チームで多くの時間を割かれていたにもかかわらず、18試合1得点1アシストを記録した。

### レバークーゼン
先のワールドカップでのパフォーマンスから、1998年7月14日にドイツ1部のバイエル・レバークーゼンとの3年契約に繋がる。レバークーゼンでは、MLSのシーズンが終了するまで合流出来ないために後れを取り、10月に合流するも、冬の中断までの間で1試合に招集されたのみで殆どをリザーブチームで過ごしていたが、4月2日の1.FCカイザースラウテルン戦で待望の初出場を飾って以降、5連勝する好調なチームの中にあって地位を確立することに成功し、5月9日のVfLボーフム戦で初得点を挙げた。しかし、最終節を前にした5月22日のVfLヴォルフスブルク戦で相手GKクラウス・ライトマイアー（en）との衝突時に鼻を骨折したことで前半30分に退き、そのままシーズンを終了した。
翌ドイツ・ブンデスリーガ1999-2000は、クラブがリーグ奪取とUEFAチャンピオンズリーグ 1999-2000での躍進を狙って大金を投じ、8人もの新選手が大量加入したことからロブソン・ポンテ、ベルント・シュナイダー、オリバー・ノイビルの3選手と競合となり、さらに、クリストフ・ダウム監督は2チーム制の採用やシステムを変更したこと等、様々な要因によって昨季終盤に右サイドハーフの主軸として躍動していた状況から一変し、開幕から5試合で出場機会が僅か34分に限られる厳しいものとなった。最終的に同シーズンのリーグ戦こそ6試合にとどまったものの、チャンピオンズリーグの方では全6試合中5試合に出場し、その内の2試合で最優秀選手に選出される活躍を見せた。
2000-01シーズンは特に負傷がなかったものの、リーグ戦3試合・チャンピオンズリーグ1試合と、さらに出場機会が減少すると共にリザーブチームで多くを過ごすこととなる。翌2001-02シーズンは、開幕前の7月に肩甲骨の負傷によって離脱すると、序盤戦の9月に練習に復帰したが、同シーズンに就任したクラウス・トップメラー新監督の構想になく、またもやリザーブでの日々が続いていたために冬の移籍市場で1.FCニュルンベルクを始めとしたドイツ1部の他クラブへの期限付き移籍の噂が浮上した。最終的にレバークーゼンに残留することとなったが、出場機会が訪れることはなく、2度ベンチ入りをしただけに終わった。
ザンクト・ガレンへの期限付き移籍
次のシーズンも同様にトップメラー監督の構想外となっていたため、2002年8月27日にスイス1部のFCザンクト・ガレンへシーズン終了までの期限付き移籍が決定。ザンクト・ガレンで定位置を確保出来ずに7試合出場した後、故郷アメリカへの帰国を復帰を決意したヘイダックは、MLSが開幕する4月を見据えて、2003年1月28日にクラブと双方合意の上で契約解除をした。

### コロンバス・クルー
アメリカへ帰国後は、2003年3月7日にコロンバス・クルーと契約。コロンバス・クルーでは、2003 CONCACAFゴールドカップを始めとしたアメリカ代表としての活動に時間を取られながらも、欧州時代とは打って変わって主力選手として23試合に出場し、4月12日のメトロスターズ戦での決勝点のアシストを含めて4アシストを記録した。翌2004年シーズンは、メトロスターズとの開幕戦での移籍後初得点を含め、右サイドハーフ及び右サイドバックとして20試合2得点を記録し、クラブ史上初のサポーターズ・シールド獲得に貢献した。2006年シーズンは、昨年の前十字靭帯断裂の影響から僅か4試合にとどまったものの、それまでのクルー加入から3年連続でMLSオールスターゲームに選出されるような活躍が評価され、2007年1月25日に契約を2008年シーズン終了までの2年延長することに成功すると、翌2007年シーズンは首脳陣の高評価に応えるように負傷の影響を感じさせないパフォーマンスを見せてチームの最優秀DFとカムバック選手に選出されている。
現行の契約が最終年となった2008年シーズンは、またしても代表での活動のために度々離脱していたものの、主将として自己最多の24試合に出場してチームをプレーオフ進出へ導くと、11月23日のニューヨーク・レッドブルズとのMLSカップでは、ギジェルモ・バロスケロットのパスから追加点を挙げ、見事クラブ史上初となる優勝に貢献した。

### ロサンゼルス・ギャラクシー
2003年にコロンバス・クルーへ加入して以降、主将を務めていたが、2010年シーズン終了後の11月16日にクラブ側から自身の契約オプションの行使を放棄されたことにより、同年の再登録ドラフトに参加することを決意した。12月15日にスポーティング・カンザスシティから一旦選択されたが、僅か数分後にルーク・サッサーノ（en）と引き換えにカンザスシティからロサンゼルス・ギャラクシーへの入団が急遽決定した。
負傷の影響もあってトップチームでの出場6試合、リザーブでの出場5試合で2011年シーズンを終了した後、2012年シーズンの契約オプションを放棄されると、再登録ドラフトに参加することになったが、12月12日に同様の状況にあった同僚のデイサン・ロビンソン（en）と共にギャラクシーから選択されて再入団が決定した。しかし、クラブ側と折り合いが付かなかったため、2012年1月30日に2012年シーズンをギャラクシーでプレーしないことが決定し、その後、負傷した足首を手術して現役続行するよりも長年在籍したコロンバス・クルーのフロントで働くため、2012年4月19日に現役引退を表明した。

## 代表経歴
世代別代表としては、1990年にU-17代表としてプレーしていたが、翌年の1991 FIFA U-17世界選手権の一員には選出されず、その後のU-23代表ではアトランタオリンピックに出場し、グループリーグの全3試合でプレーこそしたが、1勝1分1敗により決勝トーナメント進出を逃した。
1996年8月30日のエルサルバドル戦でA代表初出場を飾り、12月21日にエルサルバドル国内で行われた1998 FIFAワールドカップ・北中米カリブ海予選のグアテマラ戦で初得点を挙げる。その後、代表の定位置を掴んだ一方で度々試合に対するやる気のなさから批判され、1997年1月23日には、友人たちと深夜まで過ごしていたことで寝坊し、中国への遠征フライトに乗り過ごす問題を起こす等のプロ意識の欠如に、ついにスティーヴ・サンプソン監督は招集を一時期見送る対応を取り、それは翌1997年8月7日のエクアドル戦まで継続した。代表が遠のいている間に長年の彼女と結婚を機に考えを改め、サッカーへ真摯に取り組むことを決意したことが代表復帰へと繋がり、1998年2月1日のキューバとの1998 CONCACAFゴールドカップ以降でレギュラーに返り咲き、続く1998 FIFAワールドカップでは全3試合中2試合に先発出場した。
その後、クラブでの出場機会の少なさから2001年3月のブラジル戦を最後に遠ざかり、代表での地位が一旦揺らいだものの、ブルース・アリーナ監督によって2002 CONCACAFゴールドカップのために招集されると、5試合全てに出場して定位置を取り戻し、同大会決勝のコスタリカ戦ではジョシュ・ウォルフ（en）の先制点をアシストして優勝に貢献した。続く2002 FIFAワールドカップでは、デイヴィッド・レジス（en）が不安定だったことから、イエローカードの累積による出場停止となったメキシコ戦を除いて左サイドバックの主軸を務めた。2006 FIFAワールドカップは、当初メンバー入りを果たしたものの、膝の靭帯断裂によって自身3度目となるFIFAワールドカップの辞退を余儀なくされ、2006年5月3日にクリス・オルブライト（en）に置き換えられたことが発表されている。
2007年春になると再び代表の招集に名を連ね、6月に参加した2007 CONCACAFゴールドカップでは、準決勝のカナダ戦で実に6年ぶりとなる得点にして長距離からの先制点を挙げた。2009年2月11日にコロンバス・クルー・スタジアムでのメキシコ戦（0-2）で2010 FIFAワールドカップ・北中米カリブ海予選に初登場したヘイダックは、試合後にロッカールームへ向かうトンネル内で相手チームのアシスタントコーチを務めるパコ・ラミレス（en）と口論に発展した際に平手打ちされる事件が発生しており、これに対してヘイダックは報復せず、ラミレス側は処罰されることもなく、謝罪もしなかった。3月28日のエルサルバドル戦で代表での最後となる得点を87分に頭で挙げ、貴重な勝ち点獲得に貢献する見せ場を作り、同予選の最後の2試合に招集されたことからボブ・ブラッドリー監督の構想内に思われたが、2010年5月11日に発表された2010 FIFAワールドカップの一員に名前はなかった。

## 私生活
1998年に長年の彼女と結婚して息子を1人授かり、その後2006年に別の女性と再婚して息子と娘を1人ずつ授かった。なお、自身のアイドルであるボブ・マーリーのミドルネームであるネスタを長男の名前に付けている。
サッカー他に趣味にサーフィンとゴルフを持ち、コーヒーを愛飲する。ボカ・ジュニアーズとクラウディオ・カニーヒアのファンであり、サッカー以外ではNFLのサンディエゴ・チャージャーズのファン。

## 代表歴

### 出場大会
- アメリカ代表
  - 1998 FIFAワールドカップ
  - 2002 FIFAワールドカップ

### 試合数
- 国際Aマッチ 85試合 7得点（1996年-2009年）[49]

| アメリカ代表 | 国際Aマッチ | 国際Aマッチ |
| 年           | 出場        | 得点        |
| ------------ | ----------- | ----------- |
| 1996         | 2           | 1           |
| 1997         | 3           | 0           |
| 1998         | 9           | 1           |
| 1999         | 9           | 2           |
| 2000         | 6           | 1           |
| 2001         | 1           | 0           |
| 2002         | 14          | 0           |
| 2003         | 9           | 0           |
| 2004         | 8           | 0           |
| 2005         | 7           | 0           |
| 2006         | 4           | 0           |
| 2007         | 3           | 1           |
| 2008         | 6           | 0           |
| 2009         | 4           | 1           |
| 通算         | 85          | 7           |

## タイトル
代表
 アメリカ合衆国
- CONCACAFゴールドカップ : 2002, 2005, 2007

クラブ
コロンバス・クルー
- MLSカップ : 2008
- サポーターズ・シールド : 2004, 2008, 2009

ロサンゼルス・ギャラクシー
- MLSカップ : 2011
- メジャーリーグサッカー西地区 : 2011